# Ribellione Maritz
La ribellione Maritz (anche rivolta boera o rivolta dei cinque scellini, in inglese Maritz rebellion, Boer revolt o Five Shilling rebellion, in afrikaans Maritz-rebellie) si intende una sommossa che avvenne in Sudafrica nel 1914, poco dopo lo scoppio della prima guerra mondiale, quando i sostenitori di una Repubblica Sudafricana boera si rivoltarono contro il governo dell'Unione Sudafricana.

## Contesto
Nel 1902, al termine della seconda guerra boera alcuni boeri che si erano rifiutati di accettare i termini di pace furono esiliati. Anni dopo questi "bittereinders" cominciarono a tornare in Sud Africa senza però accettare i termini della resa.
Allo scoppio della prima guerra mondiale nell'agosto 1914 il primo ministro sudafricano Louis Botha, nonostante le possibili conseguenze di un eventuale attacco proveniente dalla confinante Africa Tedesca del Sud-Ovest (l'attuale Namibia), concesse alle truppe britanniche di stanza in Sud Africa di partire per l'Europa. Nel settembre 1914, per impedire sconfinamenti tedeschi, l'esercito sudafricano guidato dal generale Henry Lukin e dal tenente-colonnello Manie Maritz venne schierato lungo il confine con la colonia germanica.

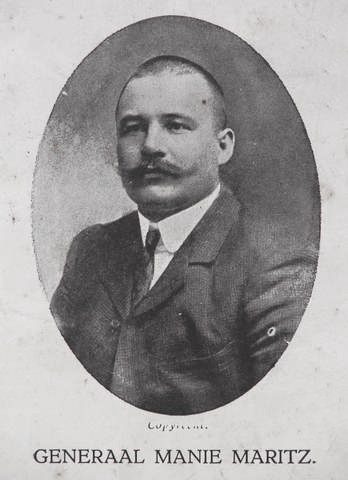
Il boero Manie Maritz che guidò la rivolta contro i sudafricani e i britannici nel 1914-1915.

## La rivolta
Quando il governo sudafricano iniziò a pianificare l'invasione delle colonie tedesche, il comandante in capo dell'esercito sudafricano, il generale Christian Frederick Beyers, si dimise per protesta subito sostenuto dal senatore ed ex militare Koos de la Rey. Il 15 settembre i due incontrarono il maggiore Jan Kemp a Potchefstroom, dove questi disponeva di un grande arsenale e di circa 2 000 uomini.
Il governo sudafricano sospettò che dietro la visita ci fosse un tentativo di rivolta. Ad alimentare il clima di reciproche accuse e sospetti poche ore dopo l'incontro de la Rey fu ucciso a un posto di blocco da un poliziotto che lo aveva scambiato per un bandito. Al suo funerale parteciparono molti nazionalisti afrikaner che, infiammati dalle parole di Siener van Rensburg, iniziarono a scagliarsi contro il governo, accusato dell'omicidio.
Il generale Maritz decise di allearsi con i tedeschi e proclamò la costituzione del governo provvisorio della Repubblica Sudafricana boera. Subito dopo Maritz occupò Keimoes e l'area di Upington. Il commando di Lydenburg del generale De Wet prese possesso della città di Heilbron, impadronendosi di un treno carico di armi e munizioni. Alcuni cittadini di questa regione si unirono ai ribelli anche a Magaliesberg.
Il 14 ottobre 1914 governo sudafricano dichiarò la legge marziale e ordinò al generale Jan Smuts di reprimere la rivolta. Il 24 ottobre il generale Maritz venne sconfitto e fu costretto a fuggire nell'Africa tedesca del Sud-Ovest dove venne presto raggiunto anche dal generale Kemp. De Wet venne catturato il 30 novembre 1914 mentre cercava di fuggire nel Bechuanaland.